# Idaho City
Idaho City es una ciudad ubicada en el condado de Boise en el estado estadounidense de Idaho. En el año 2010 tenía una población de 485 habitantes y una densidad poblacional de 269,44 personas por km².

## Geografía
Idaho City se encuentra ubicado en las coordenadas 43°49′43″N 115°49′56″O / 43.82861, -115.83222. Según la Oficina del Censo, la localidad tiene un área total de 1,8 km² (0,7 mi²), de la cual 1,8 km² (0,7 mi²) es tierra y 0 km² (0 mi²) (0.0%) es agua.

## Demografía
En el 2000 la renta per cápita promedia del hogar era de $28,068, y el ingreso promedio para una familia era de $33,295. En 2000 los hombres tenían un ingreso per cápita de $25,750 contra $20,000 para las mujeres. El ingreso per cápita para la localidad era de $13,370. Alrededor del 19.3% de la población estaba bajo el umbral de pobreza nacional.